# 勃兰登堡足球联赛
勃兰登堡联赛（德語：Brandenburg-Liga，原称勃兰登堡协会联赛）是德国勃兰登堡州范围内的顶级足球赛事和德国足球联赛系统的第六级赛事。其冠军可以直接升入东北高级联赛。勃兰登堡联赛最早于1990年作为州级联赛成立；自1993-94赛季起它被称为协会联赛；自2007-08赛季起则使用现名。联赛历史积分榜的领头羊是法尔肯塞-芬肯克鲁格，共参加过667场比赛。

## 总览
1990年，勃兰登堡足球协会成立
；同年10月，勃兰登堡联赛亦作为州级联赛成立，这是由13个足球俱乐部组成的勃兰登堡州顶级赛事，涵盖范围包括以往分布于波茨坦、奥德河畔法兰克福和科特布斯的三个行政区联赛。这三个行政区各贡献了4支球队至新联赛，乙级联赛则贡献1支。新联赛是在民主德国的足球联赛体系内建立，并在1991年首个赛季结束后被纳入德国统一的联赛系统。
联赛同时还是东北高级联赛的下级输送联赛，与柏林联赛和梅克伦堡-前波美拉尼亚协会联赛一样，其冠军可以直接升级。因此，它是位居德国足球联赛系统的第四级。
联赛在第二个赛季扩军为16支球队，这一数字至今仍是该联赛的最佳规模。随着东北地区联赛在1994年作为联赛系统的第三级面世，协会联赛下滑至第五级。2008年，当德丙联赛成立时，协会联赛再降一个级别。然而，联赛作为东北高级联赛的输送联赛状态却并没有发生变化。
尽管大多数从勃兰登堡联赛升级的球队都会被编入东北高级联赛北区，但还是有1支位于该州南端的球队由于地理原因会被编入东北高级联赛南区，这便是科特布斯能源二队。

## 历年冠军
| 赛季    | 冠军                   |
| ------- | ---------------------- |
| 1990-91 | 施韦特                 |
| 1991-92 | 拉特诺光学             |
| 1992-93 | 黑红多瑟河畔诺伊施塔特 |
| 1993-94 | 埃贝尔斯瓦尔德马达     |
| 1994-95 | 博尔尼姆体育俱乐部     |
| 1995-96 | 巴贝尔斯贝格03         |
| 1996-97 | 维多利亚法兰克福       |
| 1997-98 | 科特布斯能源二队       |
| 1998-99 | 勃兰登堡南部05         |
| 1999-00 | 黑红多瑟河畔诺伊施塔特 |
| 2000-01 | 诺伊鲁平               |
| 2001-02 | 和睦奥拉宁堡           |
| 2002-03 | 维多利亚法兰克福       |
| 2003-04 | 路德维希费尔德         |
| 2004-05 | 法尔肯塞-芬肯克鲁格    |
| 2005-06 | 日耳曼尼亚申艾谢       |
| 2006-07 | 拉特诺光学             |
| 2007-08 | 法尔肯塞-芬肯克鲁格    |
| 2008-09 | 卢肯瓦尔德63           |
| 2009-10 | 老吕德斯多夫           |
| 2010-11 | 菲尔斯滕瓦尔德联盟     |
| 2011-12 | 蓝黄劳布斯多夫         |
| 2012-13 | 施特劳斯贝格           |
| 2013-14 | 日耳曼尼亚申艾谢       |
| 2014-15 | 法兰克福               |
| 2015-16 | 绿白布里塞朗           |